# Max Hildebrand von Gumppenberg
Max Hildebrand Georg Paul Hubert Maria Freiherr von Gumppenberg (* 24. August 1906 auf Schloss Arcen, Arcen, Provinz Limburg, Niederlande; † 5. November 1958 in Düsseldorf) war ein deutscher Jurist, nordrhein-westfälischer Ministerialbeamter sowie Politiker der CDU.
Neben Adam Stegerwald, Josef Müller, Leo Wohleb, Wilhelm Simpfendörfer, Werner Hilpert, Paul Bausch, Werner Hilpert, Eugen Kogon, Walter Dirks, Eberhard Welty, Karl Arnold, Johannes Albers, Hermann Lutze, Otto Schmidt, Friedrich Holzapfel, Hans Schlange-Schöningen, Andreas Hermes, Walther Schreiber, Jakob Kaiser, Georg Dertinger, Otto Nuschke, Otto Lenz, Bruno Dörpinghaus, Karl Heinrich Knappstein und Konrad Adenauer zählt er zu den Gründern von CDU/CSU.

## Leben

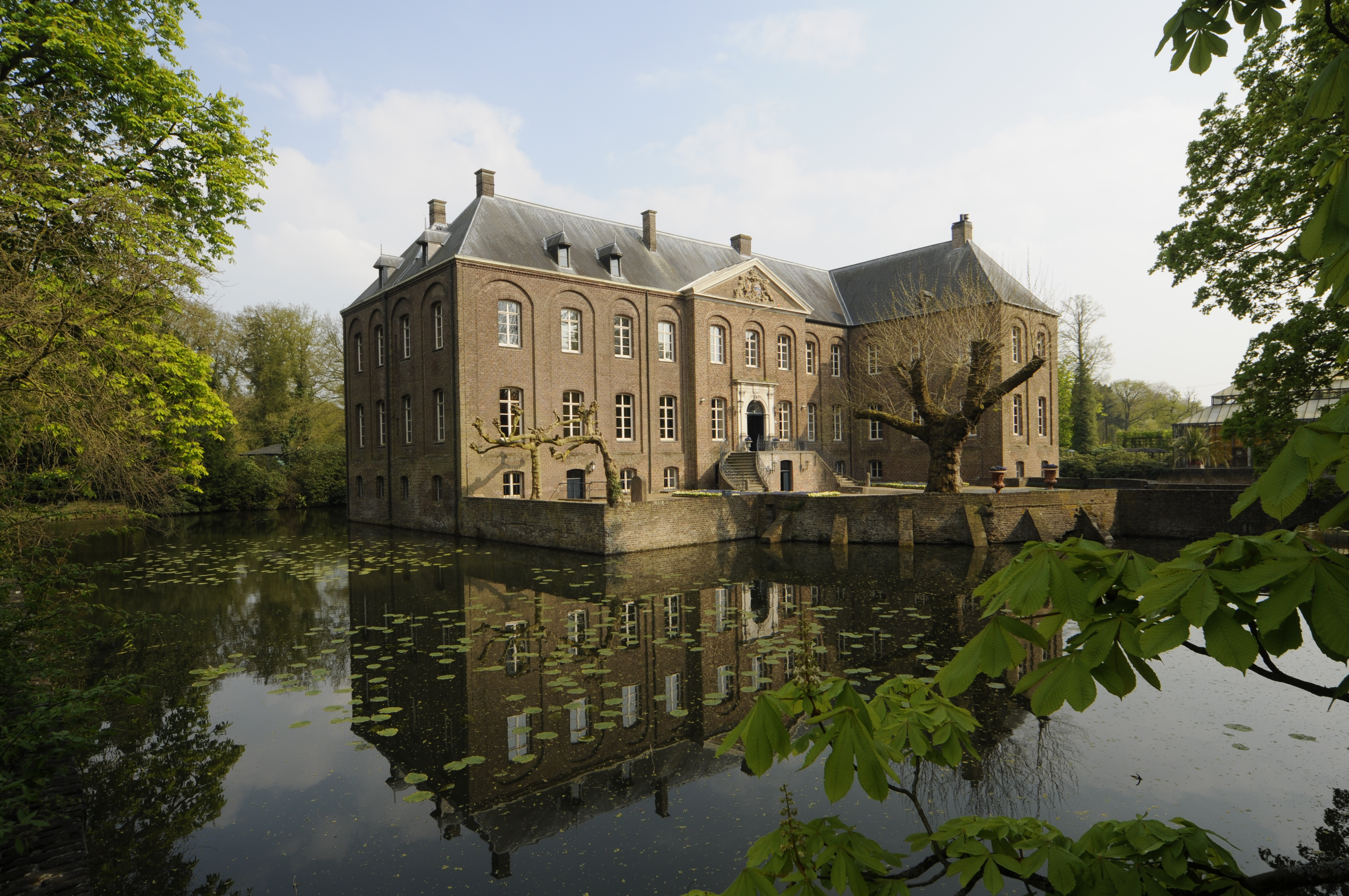
Schloss Arcen, Gumppenbergs Geburtshaus, damals ein Wohnsitz seines Großvaters Levin Graf Wolff-Metternich zur Gracht (1850–1929)

Max Hildebrand von Gumppenberg, Spross des katholischen bayerischen Adelsgeschlechts Gumppenberg, war der älteste Sohn des bayerischen Oberstleutnants a. D. Hanns Philipp Albrecht Hubert Freiherr von Gumppenberg (1860–1937) und dessen Ehefrau Hedwig Wilhelmina Huberta (1876–1958), einer Tochter des Levin Max Paul Hubert Maria Graf Wolff-Metternich zur Gracht (1850–1929) aus dessen Ehe mit Mathilde Juliette Antoinette Marie Gräfin Marchant d’Ansembourg (1847–1927). Nach dem Abitur erhielt er in den Jahren 1928 bis 1934 eine Ausbildung in Philosophie, Geschichte, Theologie und Rechtswissenschaften (Staats- und Völkerrecht) an verschiedenen deutschen Universitäten und wurde Mitglied der Deutschen Zentrumspartei.
Geprägt von christlichen Auffassungen arbeitete er der Zeit des Nationalsozialismus mit Widerstandsgruppen zusammen. Unter anderem neben Karl Arnold, Franz Etzel, Paul Franken, Walther Hensel und Ernst Peter Ruhrig gehörte er einem zu sonntäglichen „Bibellesungen“ im Hause von Robert Lehr sich treffenden, konfessionsübergreifenden Zirkel von zehn bis zwölf Christen an, der es sich zur Aufgabe gemacht hatte, Konzepte für einen politischen Neuanfang nach dem „Dritten Reich“ zu entwickeln. Die Gruppierung um Lehr, Hensel und Arnold stand in Verbindung mit dem Kölner Kreis.
Beschäftigt in einem Düsseldorfer Bankhaus, gehörte er am Ende des Zweiten Weltkriegs zu den Pionieren eines Neuanfangs des politischen Katholizismus in Deutschland. Mit Karl Arnold versuchte er bereits am 30. April 1945, den damaligen Düsseldorfer Stadtkommandanten, den kanadischen Major Robert A. Keane (1914–1977), von dem Projekt der Gründung einer christlichen Partei zu überzeugen. Mit Arnold und Anton Betz richtete er gleichzeitig ein Gründungsmanifest für eine „Christliche Volkspartei Deutschlands“ an die Bevölkerung Düsseldorfs. Am 2. September 1945 zählte er zu den Gründern der Christlich-Demokratischen Partei (CDP, ab Ende November 1945 CDU) im Rheinland. Zur Parteigründung hielt er eine programmatische Rede über christdemokratische Leitlinien der Partei. Zur Vorbereitung der Gründungsversammlung hatte er im August 1945 zusammen mit Robert Lehr die Wahl von Konrad Adenauer zum Parteivorsitzenden im nordrheinischen Teil der britischen Besatzungszone vorgeschlagen; auch danach unterstützte er Adenauer bei seinem weiteren Aufstieg in den sich bildenden Strukturen der CDU. Im Landesverband CDU Rheinland wurde Gumppenberg Mitglied des Vorstands. In geschäftsführender Stellung leitete er dort insbesondere operative Aufgaben wie die Abwicklung von Anmeldungen und den Versand von Einladungen. Außerdem engagierte er sich in dieser Zeit im Kulturbund zur demokratischen Erneuerung Deutschlands.

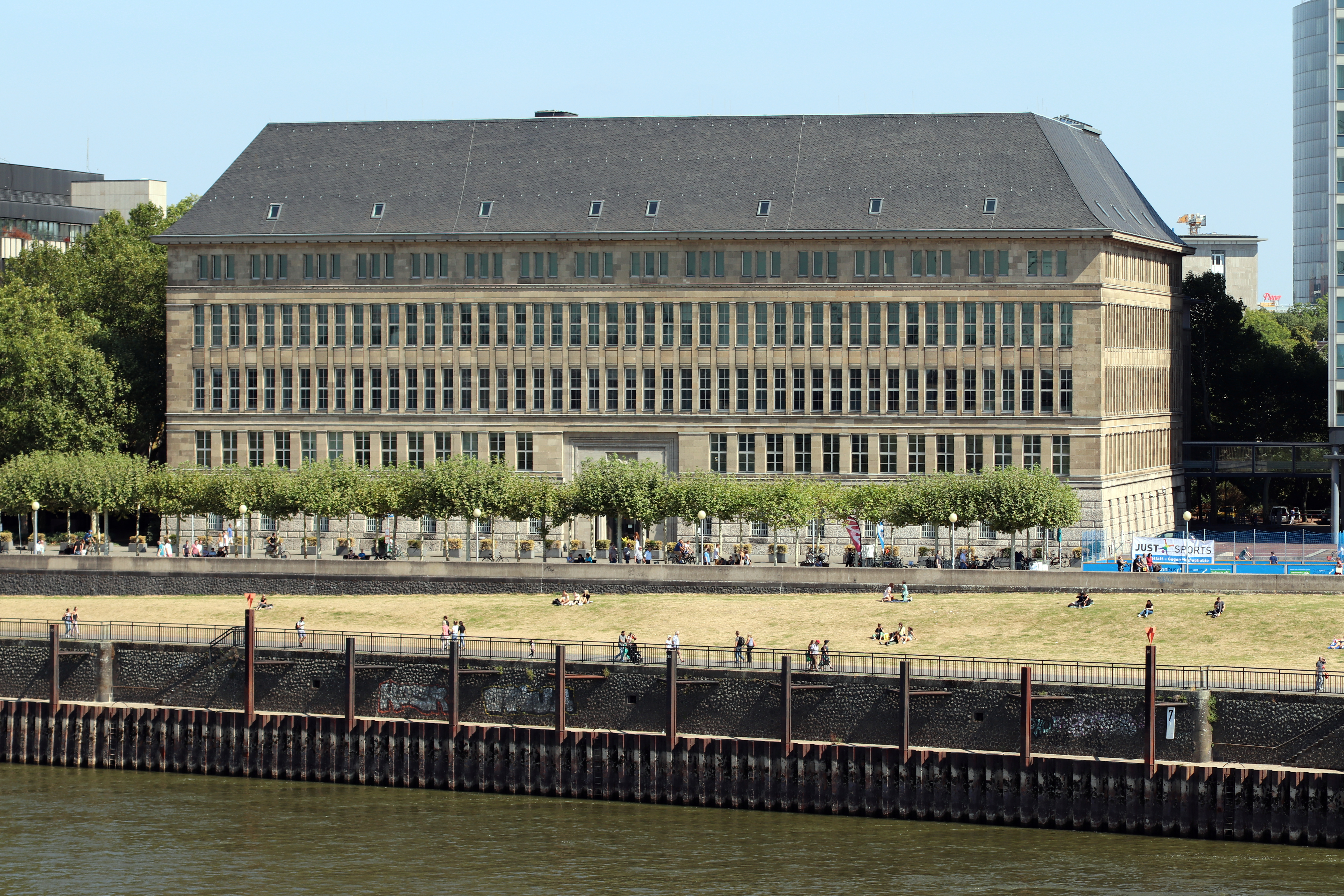
Mannesmann-Haus, Gumppenbergs Wirkungsstätte ab 1947

Er leitete ab August 1945 als Regierungsrat die Pressestelle der Provinz Nordrhein und war persönlicher Referent des Oberpräsidenten Robert Lehr, als er im Januar 1946 vom Zonen-Ausschuss der CDU mit der vorläufigen Geschäftsführung der Zonen-CDU („Zonensekretariat“) beauftragt wurde. Gegen seine beamtenrechtliche Freistellung vom Dienst intervenierte jedoch die britische Militärregierung der Provinz Nordrhein aufgrund einer Entscheidung des Alliierten Kontrollrats, so dass Gumppenberg entschied, sich aus der Parteiarbeit zurückzuziehen. Befördert zum Oberregierungsrat, arbeitete er zwischen März und November 1947 als Landespressechef in der Staatskanzlei des Landes Nordrhein-Westfalen, danach als Leiter des Referats für zonale und interzonale Angelegenheiten bei der nordrhein-westfälischen Landesregierung. Als solcher gehörte er zu den engsten Beratern des Ministerpräsidenten Karl Arnold und vertrat Hermann Wandersleb, den Chef der Staatskanzlei, im Ausschuss zur Überprüfung der Ländergrenzen. 1948 wurde er Mitglied des Präsidiums der Europa-Union in Bonn. Von 1950 bis 1953 leitete er deren Landesverband Nordrhein-Westfalen.
Mit päpstlicher Erlaubnis hatte Gumppenberg am 18. Mai 1929 in der Abtei Neuburg bei Heidelberg Hildegard „Hilla“ Fleischer (* 15. November 1906 in Reichenbach; † 25. Januar 1987 in Köln) geheiratet, eine Tochter des jüdischen Reichenbacher Textilfabrikanten Wilhelm Fleischer (1871–1939) aus dessen Ehe mit Helene Klestadt (1881–1959). Gumppenbergs Schwiegervater unterstützte die Ehe seiner Tochter durch eine Mitgift aus dem Gesellschaftskapital der A. Fleischer GmbH. Das zunächst in Berlin, dann in Düsseldorf lebende Paar bekam zwei Kinder, die Tochter Claudia (* 1930) und den Sohn Johannes (1931–2024). Als Jüdin durch den NS-Staat Anfang der 1940er Jahre von der Aufhebung der „privilegierten Mischehe“ bedroht, versuchte Hildegard von Gumppenberg zunächst, in Berlin unterzutauchen. 1942 floh sie von Köln, wo sie 1941 untergetaucht war, über Belgien nach Frankreich, um von dort in die Vereinigten Staaten zu emigrieren. Sie nannte sich Maguerite Ducaret, lebte in Lille, Paris, Dijon, Macon und Tramayes, die meiste Zeit aber Lyon and Toulon. Unter ihrem Decknamen arbeitete sie als Übersetzerin für den Heereskraftfahrpark der Wehrmacht, dann für das Unternehmen Renault. Verdächtigungen führten dazu, dass sie mehrmals verhaftet wurde. Im Oktober 1945 kehrte sie zu ihrer Familie nach Düsseldorf-Grafenberg zurück. 1946 wurde ihre Ehe geschieden. Mit ihrem 19-jährigen Sohn Johannes emigrierte sie 1950 in die Vereinigten Staaten, wo sie als Sekretärin für Paul Tillich arbeitete. In den 1960er Jahren kehrte sie nach Deutschland zurück. Im Alter von 80 Jahren verstarb sie in Köln.
In zweiter Ehe heiratete Gumppenberg am 27. August 1958 in Düsseldorf Erni Schmitz-Bonn († 27. April 1977 in Düsseldorf), Tochter des Fabrikanten Hermann Schmitz-Bonn aus dessen Ehe mit Barbara Strehler.
Levin von Gumppenberg, unter anderem persönlicher Referent des bayerischen Ministerpräsidenten Hans Ehard, war Gumppenbergs jüngerer Bruder. Die katholische Sozialarbeiterin Huberta von Gumppenberg war seine Schwester.